# Eric Teichman
Eric Teichman, né Erik Teichmann (Eltham, 16 janvier 1884 - 3 décembre 1944, Norfolk, Angleterre) est un diplomate orientaliste (sinologue, tibétologue et mongoliste) britannique.

## Biographie
Il est le fils d'Emil Teichmann et Edith Harbord, et le plus jeune frère d'Oskar Teichman (1880, Eltham, Kent - 1959). Il a suivi une formation scolaire au Collège de Gonville de Caius, à l'université de Cambridge. 
Eric Teichman entre au service consulaire chinois à Pékin, la légation britannique à Pékin, en 1907 à l'âge de 23 ans.  Il souffrait alors d'arthrite, aggravée par un accident de cheval quelques années plus tard, ce qui ne l'a pas empêché d'effectuer de longs voyages au Tibet et au Turkestan.
Il est vraisemblablement l'un des auteurs d'une proposition de 1916 de la légation sur le Tibet, un mémorandum. En 1917, il est nommé comme observateur britannique à Dartsedo.
Après l'échec des négociations de la convention de Simla en 1913-1914, les Chinois ont attaqué le Tibet au printemps 1917, mais furent repoussés au delà des territoires tibétains qu'ils contrôlaient selon la convention de Simla. En 1918, un général chinois a envahi le Kham et a été vaincu par le général tibétain Tsogo (mTsho sgo). Il est demandé à Teichman par la Chine, alors vice-consul britannique à Dartsedo, de négocier un cessez-le-feu,. 
Teichman avait prévenu son gouvernement du but ultime de la Chine au Tibet sur la base d'un document soumis au gouvernement de Pekin par le Commissaire chinois aux frontières, Yin Ch'ang-cheng (Yin Changcheng), auquel il a eu accès et qui décrivait une réorganisation militaire et politique ambitieuse des régions frontières de la Chine qui faciliterait l'assujettissement du Tibet. Aussi, les combats ne furent pas une surprise pour Teichman. Quand son nom fut suggéré comme médiateur par les Britanniques, les Tibétains qui souhaitaient l'intervention de Britanniques d'un profil plus élevé dans leur transaction avec la Chine, accueillirent favorablement la suggestion. Les Chinois, désireux d'éliminer le rôle des Britanniques dans leurs relations avec le Tibet firent une réponse tiède. Cependant, en raison de leurs revers militaires, ils se sont joints à contrecœur aux Tibétains, contre qui ils auraient été en danger de perdre davantage de territoire. 
Une trêve est signée en août 1918. Un accord tripartite, le traité de Chamdo, fut signé par Eric Teichman, le kalon-lama Champa Tendar et le général chinois Liu Tsan-ting le 19 août 1918,.
La guerre a repris et un deuxième accord tripartite, et amendement à l'accord de Chamdo, est signé le 10 octobre 1918 à Rongbatsa par Khenchung Lama, Khyungram Dapon, Tethong Dapon (au nom du kalon-lama) d'une part, le roi de Chagla et Han Kuang-chun d'autre part, Eric Teichman jouant le rôle d'observateur et d'intermédiaire. Par la suite, le gouvernement chinois n'a pas reconnu ses accords.
Il revient à la légation britannique à Pékin en tant que secrétaire chinois avant de prendre sa retraite en 1936 après un voyage de Pékin à Delhi. Rappelé en 1942, il est conseiller du représentant britannique à Chongqing.

## Meurtre
Après avoir quitté la Chine, il était de retour chez lui à Honingham Hall (en) dans le Norfolk (sud-est de l'Angleterre). Le 3 décembre 1944, il sortit de chez lui pour enquêter sur des tirs d'armes à feu entendu à proximité. Deux soldats américains stationnés dans une base aérienne voisine braconnaient sur la propriété de Teichman, qui a été retrouvé mort d'une balle dans la tête.

## Ouvrages
- Travels of a consular officer in North West China, 1921
- Travels of a consular officer in Eastern Tibet, 1922
- Journey to Turkestan, 1937
- Affair of China, 1938